# Hanisz

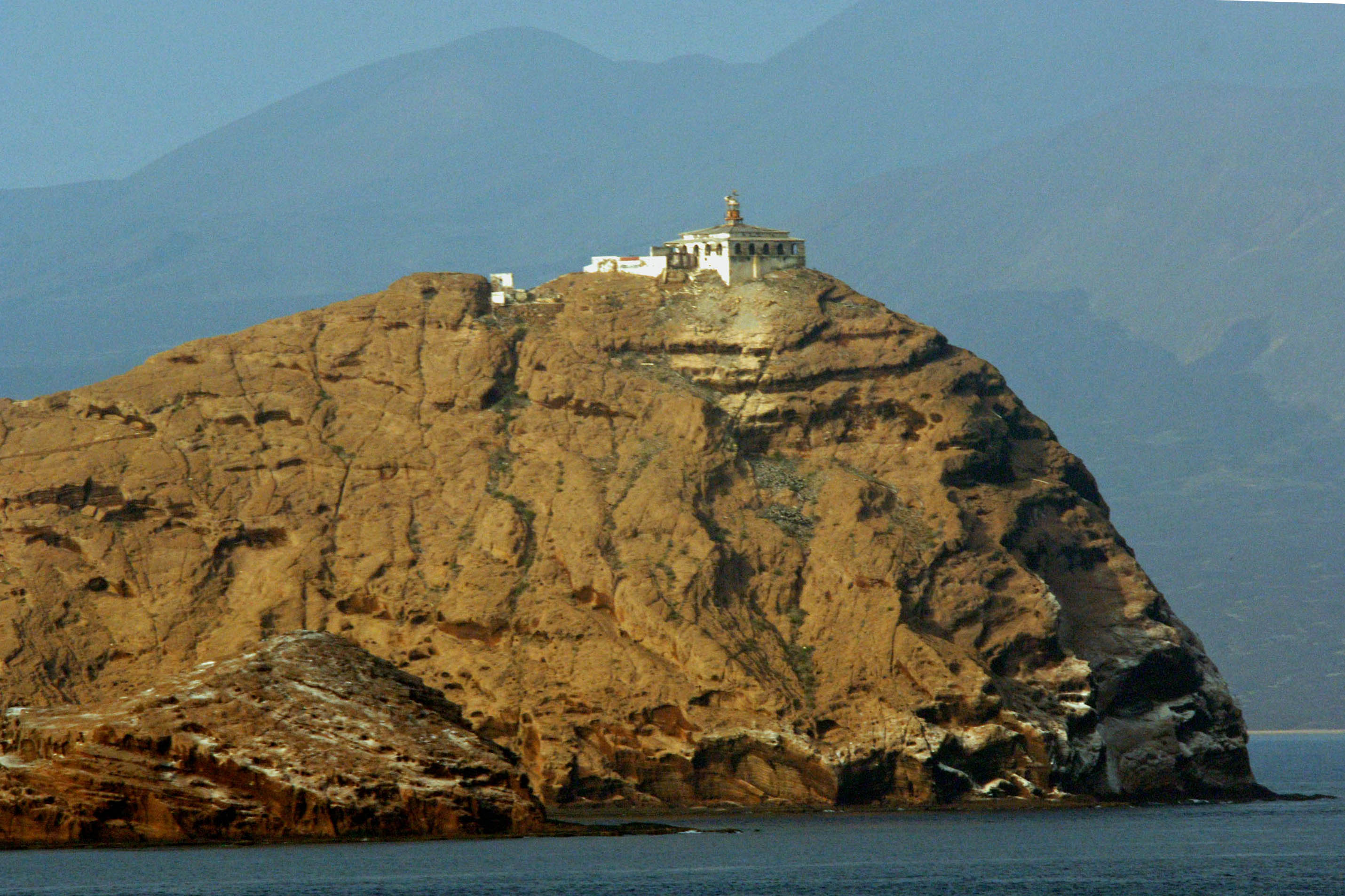
Latarnia morska na jednej z wysp archipelagu zbudowana przez Francuzów

Hanisz (arab. جزر حنيش) – archipelag na Morzu Czerwonym. Przynależność państwowa jego wysp była przez wiele lat XX wieku przedmiotem sporu między Jemenem i Erytreą. Po zbadaniu sprawy przez międzynarodowy trybunał pod przewodnictwem Abd al-Karima al-Irianiego Jemen otrzymał większe wyspy, a Erytrea niewielkie wyspy na południowym zachodzie archipelagu.
Trzy największe wyspy to Zukar na północy (obszar około 130 km²), Al-Hanisz al-Kabir (Wielki Hanisz) na południu (obszar około 116 km²) i znacznie mniejsza Al-Hanisz as-Saghir (Mały Hanisz) znajdująca się pomiędzy nimi.

## Historia
Wyspy Hanisz należały do Imperium Osmańskiego, a po jego rozpadzie do 1923 roku do Turcji. W latach 1923–1941 były częścią Włoskiej Afryki Wschodniej, lecz w 1941 roku po bitwie o Keren Erytrea została kolonią brytyjską. Od lat 70. XX wieku wyspy Hanisz były obiektem sporów pomiędzy Etiopią a Jemenem. Etiopskie zainteresowanie wyspami wynikało z faktu, że znajdowały się na nich (zwłaszcza na wyspie Zukar) bazy erytrejskich bojowników walczących z armią etiopską.
W 1991 roku Erytrea odzyskała niepodległość, po czym negocjowała z Jemenem w sprawie zwierzchnictwa nad wyspami Hanisz, lecz porozumienia nie osiągnięto. W 1995 roku Jemen rozpoczął na wyspach budowę obiektów turystycznych. 11 listopada tego samego roku rząd Erytrei wydał ultimatum Jemenowi i nakazał, by przebywający na nich cywile i żołnierze (było ich około 200 w celu ochrony budowy) je opuścili. 25 grudnia Erytrea rozpoczęła trwający trzy dni konflikt o wyspy Hanisz, w którym zginęło 12 Erytrejczyków i 15 Jemeńczyków (Erytrejczycy wzięli jako jeńców wojennych około 190 jemeńskich żołnierzy i porwali 17 jemeńskich cywilów, którzy wrócili do kraju 30 grudnia 1995 roku). 1 listopada 1998 roku Erytrea oficjalnie opuściła wyspy należące do Jemenu.